# Джон Ріммер
Джон Томас Ріммер (англ. John Thomas Rimmer; нар. 27 квітня 1878 — пом. 6 червня 1962) — британський легкоатлет, який спеціалізувався в бігу на довгі дистанції та стипль-чезі.

## Із життєпису
Дворазовий олімпійський чемпіон-1900 з бігу на 4000 метрів з перешкодами та в командній першості на 5000 метрів. Був також восьмим у олімпійському фіналі бігу на 1500 метрів.
Упродовж 1901—1931 працював у департаменті поліції Ліверпуля. Продовжував бігати навіть після того, як йому виповнилося 50 років.

## Основні міжнародні виступи
| Рік  | Змагання         | Місто             | Місце | Дисципліна |
| ---- | ---------------- | ----------------- | ----- | ---------- |
| 1900 | Олімпійські ігри | Париж             | 8     | 1500 м     |
| 1900 | 1                | 4000 м з/п        |       |            |
| 1900 | 1                | 5000 м (командна) |       |            |